# John A. T. Hull

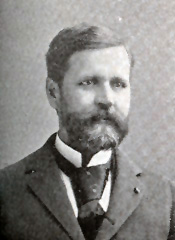
John A. T. Hull (1896)

John Albert Tiffin Hull (* 1. Mai 1841 in Sabina, Clinton County, Ohio; † 26. September 1928 in Clarendon, Virginia) war ein US-amerikanischer republikanischer Politiker.

## Leben
Hull zog 1849 mit seinen Eltern nach Iowa um. Nach der Schule besuchte er die Indiana Asbury University in Greencastle, Indiana, das Iowa Wesleyan College in Mount Pleasant, Iowa sowie die Cincinnati Law School in Cincinnati, wo er im Frühjahr 1862 seinen Doktor machte. Nach seiner Anwaltszulassung begann er in Des Moines zu arbeiten.
Im Juli 1862 meldete er sich freiwillig zur Armee und kämpfte im 23. Regiment der Iowa Volunteer Infantry. Aufgrund von Verwundungen musste er im Oktober 1863 im Rang eines Hauptmanns seinen Abschied nehmen. 1872 wurde er zum Sekretär des Senats von Iowa gewählt, 1878 wurde er Secretary of State von Iowa (dieser hat unter anderem die Aufgabe eines Wahlleiters). 1886 wurde er Vizegouverneur von Iowa (Wahl 1885, Wiederwahl 1887) unter dem Gouverneur William Larrabee, was er bis 1890 blieb.
1890 wurde er als Abgeordneter des siebten Kongressdistrikts von Iowa in den 52. Kongress der Vereinigten Staaten gewählt, der 1891 zusammentrat. Bei den anschließenden neun Wahlen wurde er jeweils wiedergewählt und blieb bis 1911 im Kongress. Von 1895 bis 1911 war er der Vorsitzende des United States House Committee on Armed Services (Streitkräfte-Ausschuss). Er galt als „rechte Hand“ des umstrittenen Sprechers des Repräsentantenhauses, Joseph Gurney Cannon.
1910 unterlag er bei den parteiinternen Vorwahlen Solomon F. Prouty, der von Albert B. Cummins unterstützt wurde, dem Senator und ehemaligen Gouverneur von Iowa. Prouty und Cummins gehörten dem progressiven Flügel der Republikanischen Partei an, während Hull als Konservativer (stand-patter) galt. Die Prohibition Party hatte keine eigenen Kandidaten zu den Vorwahlen aufgestellt, so dass die Wähler selbst Namen auf die Wahlzettel schreiben durften. Neben vielen Einzelnennungen war John A. T. Hull der einzige, der von zwei Wählern aufgeschrieben worden war, so dass er der legale Kandidat der Prohibition Party war. Ob Hull diese Kandidatur auch antrat, geht aus den Quellen nicht hervor.
Nach seiner Zeit als Abgeordneter arbeitete Hull bis 1916 wieder als Anwalt, diesmal in Washington.
Er wurde auf dem Nationalfriedhof Arlington begraben. Sein Sohn John Adley Hull (1874–1944) war 1924–1928 Oberster Kriegsgerichtsrat und 1932–1936 beigeordneter Richter am Obersten Gericht der damals amerikanischen Philippinen.